# La Minerie
La Minerie  (en wallon : Li Minreye) est un village de Belgique, situé dans la commune de Thimister-Clermont en province de Liège (Région wallonne). 
Avant la fusion des communes de 1977, La Minerie faisait partie de la commune de Thimister.

## Étymologie
La Minerie tire son nom des mines de charbon exploitées depuis le début du XIXe siècle, principalement par la société Les Charbonnages Réunis de la Minerie.

## Situation et description
La Minerie se situe sur le plateau herbager du Pays de Herve entre Froidthier, Battice et Thimister qui se trouve à environ 2 km. Plusieurs hameaux entourent la localité : Bèfve, Bure-Close, Les Margarins, Fond Jowa, Chaumont, Roiseleux et L'Engin.
La Bèfve, ruisseau affluent de la Berwinne, contourne le village par l'est.
Le village s'est fortement développé à la fin du XXe siècle et au début du XXIe siècle par la construction de nombreux pavillons.

## Patrimoine
Située sur la place centrale de la localité à l'ombre de deux tilleuls, l'église construite en 1842 en brique et pierre de taille est dédiée à Saint Pierre. 

## Activités
Le village possède une école communale.
Le Royal Espoir Minerois est le club de football de la localité.